# Jurij Deksbach
Jurij Wsiewołodowicz Deksbach (ros. Юрий Всеволодович Дексбах; ur. 10 kwietnia 1928 w Mińsku) – radziecki szermierz. Reprezentant kraju podczas igrzysk olimpijskich w Helsinkach, uczestniczył w turnieju indywidualnym i drużynowym szpadzistów, we wszystkich turniejach odpadł w pierwszej rundzie. W walce z Włochami zdobył 3 na 4 punkty radzieckiej ekipy.